# (4049) Noragalʹ
(4049) Noragalʹ es un asteroide perteneciente al cinturón de asteroides, descubierto el 31 de agosto de 1973 por Tamara Mijáilovna Smirnova desde el Observatorio Astrofísico de Crimea (República de Crimea).

## Designación y nombre
Designado provisionalmente como 1973 QD2. Fue nombrado Noragalʹ en honor a la crítica literaria y traductora rusa soviética "Nora Galʹ" cuyo nombre completo era Eleanor Jakovlevna Galʹperina.